# Taeniophyllum muricatum
Taeniophyllum muricatum är en orkidéart som beskrevs av Rudolf Schlechter. Taeniophyllum muricatum ingår i släktet Taeniophyllum och familjen orkidéer. Inga underarter finns listade i Catalogue of Life.